# Play - Prémios da Música Portuguesa
Os Play - Prémios da Música Portuguesa é uma premiação anual da associação PassMúsica, que representa artistas, bandas e editoras discográficas, em parceria com a RTP e a Vodafone. A honraria pretende premiar as músicas e os artistas que mais se destacaram em Portugal e realizam-se desde 2019.
As nomeações para as categorias são feitas em duas fases: a PassMúsica faz listas de artistas elegíveis, com base em dados de consumo de música - tanto sob a forma de vendas como de streaming -, e essas listas são depois entregues ao comité de nomeação.
A única categoria votada pelo público é a categoria Vodafone Canção do Ano.

## Categorias
Os prémios são anuais e compostos atualmente por 14 categorias:
- Melhor Grupo (2019 - presente)
- Melhor Álbum Fado (2019 - presente)
- Vodafone Canção do Ano (2019 - presente)
- Melhor Álbum (2019 - presente)
- Artista Revelação (2019 - presente)
- Melhor Videoclipe (2019 - presente)
- Prémio Lusofonia (2019 - presente)
- Prémio da Crítica (2019 - presente)
- Prémio Carreira (2019 - presente)
- Melhor Artista Masculino (2020 - presente)
- Melhor Artista Feminina (2020 - presente)
- Melhor Álbum Jazz (2020 - presente)
- Melhor Álbum Clássica/Erudita (2020 - presente)
- Melhor Canção Ligeira e Popular (2024 -presente)

### Categorias extintas
- Melhor Canção Internacional (2019)
- Melhor Artista Internacional (2019)
- Melhor Artista Solo (2019)

## Edições
| Edição | Data                | Apresentadores                          | Coapresentadores       | Local                | Transmissão | Ref           |
| ------ | ------------------- | --------------------------------------- | ---------------------- | -------------------- | ----------- | ------------- |
| 1.ª    | 9 de abril de 2019  | Filomena Cautela e Inês Lopes Gonçalves | Vanessa Augusto        | Coliseu dos Recreios | RTP         | [ 5 ]         |
| 2.ª    | 29 de junho de 2020 | Filomena Cautela e Inês Lopes Gonçalves |                        | Coliseu dos Recreios | RTP         | [ 6 ]         |
| 3.ª    | 8 de julho de 2021  | Filomena Cautela                        | Hugo van der Ding      | Coliseu dos Recreios | RTP         | [ 7 ]         |
| 4ª     | 5 de maio de 2022   | Filomena Cautela                        | Carolina Torres        | Coliseu dos Recreios | RTP         | [ 9 ]         |
| 5ª     | 27 de abril de 2023 | Filomena Cautela                        | Ana Markl e Joana Gama | Coliseu dos Recreios | RTP         | [ 10 ]        |
| 6ª     | 16 de maio 2024     | Filomena Cautela e Inês Lopes Gonçalves |                        | Coliseu dos Recreios | RTP         | [ 12 ]        |
| 7ª     | 3 de abril de 2025  | Filomena Cautela e Inês Lopes Gonçalves |                        | Coliseu dos Recreios | RTP         | [ 13 ] [ 14 ] |

## 1.ª Edição - 2019
A primeira edição decorreu no dia 9 de abril de 2019, no Coliseu dos Recreios, em Lisboa. A cerimónia foi transmitida em direto na RTP1.
| Artista                    | Música                              |
| -------------------------- | ----------------------------------- |
| Blaya                      | "Faz Gostoso"                       |
| Valas Raquel Tavares       | "Estradas no Céu"                   |
| ProfJam                    | "Água de Coco"                      |
| Wet Bed Gang               | Devia Ir                            |
| Jorge Palma Sérgio Godinho | "Portugal, Portugal" "Primeiro Dia" |
| Expensive Soul             | "Amar É Que É Preciso"              |
| Amor Electro               | "Miúda do Café"                     |
| Ricardo Ribeiro            | "No Teu Poema"                      |
| Virgul                     | "Difícil Demais"                    |

### Nomeados

#### Melhor Grupo
- Dead Combo - Vencedor
- Diabo na Cruz
- Linda Martini
- Wet Bed Gang

#### Melhor Álbum Fado
- "Maria" de Carminho - Vencedor
- "Branco" de Cristina Branco
- "Sempre" de Katia Guerreiro
- "Sara Correia" de Sara Correia

#### Melhor Artista Solo
- António Zambujo
- Blaya
- Dino d'Santiago - Vencedor
- Diogo Piçarra 

#### Vodafone Canção do Ano
- "Faz Gostoso", de Blaya
- "Água de Coco", de ProfJam
- "Estradas no Céu", Valas com Raquel Tavares - Vencedor
- "Devia Ir", de Wet Bed Gang

#### Melhor Álbum
- "Mariza" de Mariza
- "Do Avesso" de António Zambujo
- "Odeon Hotel" de Dead Combo
- "Mundo Nôbu" de Dino d'Santiago - Vencedor

#### Artista Revelação
- Conan Osíris - Vencedor
- Papillon
- Sara Correia
- Selma Uamusse

#### Melhor Videoclipe
- "Eu Avisei" de Blaya
- "Queque Foi" de Boss AC
- "Amor em Tempo de Muros" de Pedro Abrunhosa - Vencedor
- "Água de Coco" de ProfJam

#### Prémio Lusofonia
- "Se Eu Soubesse" de C4 Pedro
- "Din Din Din" de Ludmilla
- "Nada Mudou" de Matias Damásio - Vencedor
- "Nubian Queen" de Nelson Freitas

#### Melhor Canção Internacional
- "No Tears Left To Cry" de Ariana Grande
- "God's Plan" de Drake
- "All The Stars" de Kendrick Lamar ft. SZA - Vencedor
- "In My Blood" de Shawn Mendes

#### Melhor Artista Internacional
- Ariana Grande
- Cardi B
- Drake
- Kendrick Lamar - Vencedor

#### Prémio da Crítica
- Dino d'Santiago

#### Prémio Carreira
- Carlos do Carmo

## 2.ª Edição - 2020
A segunda edição estava inicialmente marcada para dia 25 de março de 2020, no Coliseu dos Recreios, em Lisboa, mas, devido à pandemia do Covid-19, foi adiada para 29 de julho do mesmo ano. A cerimónia foi transmitida em direto na RTP1.
| Artista                    | Música                                                 |
| -------------------------- | ------------------------------------------------------ |
| Lena D'Água                | "Grande Festa"                                         |
| Ana Bacalhau Diogo Piçarra | "O Erro Mais Bonito"                                   |
| Calema                     | "Te Amo"                                               |
| Capitão Fausto             | "Boa Memória"                                          |
| Fernando Daniel Tainá      | "Se Eu"                                                |
| Papillon Murta             | "Sweet Spot"                                           |
| Bárbara Bandeira Kasha     | "Eu Não"                                               |
| Camané Mário Laginha       | "Inquietação" "Ser Solidário"                          |
| Pedro Abrunhosa ProfJam    | "É Preciso Ter Calma" "Tou Bem" "Lua" "Socorro" "Além" |

### Nomeados

#### Melhor Grupo
- Capitão Fausto - Vencedor
- Expensive Soul
- Mão Morta
- The Gift

Melhor Artista Masculino
- Diogo Piçarra
- Fernando Daniel
- Salvador Sobral
- Slow J - Vencedor

Melhor Artista Feminina
- Aldina Duarte
- Ana Bacalhau
- Blaya
- Lena D’Água - Vencedora

#### Melhor Álbum Fado
- "Aqui está-se sossegado" de Camané e Mário Laginha - Vencedor
- "Puro" de Matilde Cid 
- "Roubados" de Aldina Duarte
- "Um Fado ao Contrário" de Pedro Moutinho

#### Melhor Álbum Música Clássica/Erudita
- "Manuel Cardoso: Requiem, Lamentations, Magnificant & Motets", de Cupertions & Luís Toscano
- "Archipelago", de Drumming GP/Luís Tinoco - Vencedor
- "Chamber Music I", de Hugo Vasco Reis
- "Joly Braga Santos Complete Chamber Music Vol I", de Quarteto Lopes-Graça, Leonor Braga Santos, Irene Lima

#### Melhor Álbum Jazz
- "Dentro da janela" de João Mortágua - Vencedor
- "História do jazz em Portugal" de André Sousa Machado
- "Liturgy the birds" de Daniel Bernardes & Drumming GP
- "øcre" de Filipe Raposo

#### Vodafone Canção do Ano
- “Amor, a nossa vida” dos Capitão Fausto - Vencedor
- "Bairro” dos Wet Bed Gang
- “Bússola” de Nenny
- “Também Sonhar” de Slow J

#### Melhor Álbum
- "A Invenção do Dia Claro" dos Capitão Fausto
- "Aqui está-se sossegado" de Camané e Mário Laginha - Vencedor
- "You Are Forgiven" de Slow J
- "#FFFFFF" de ProfJam

#### Artista Revelação
- Bárbara Tinoco - Vencedor
- Murta
- Nenny
- Tiago Nacarato

#### Melhor Videoclipe
- “Catavento da Sé” de António Zambujo
- “Hear from You” de Branko, Sango, Cosima, ProfJam - Vencedor
- “Grande Festa” de Lena D’Água
- “Verão” dos The Gift

#### Prémio Lusofonia
- "Menina Solta" de Giulia Be
- "Sonhos" de Tainá - Vencedor
- "Terremoto" de Anitta & Kevinho
- “Um Pôr do Sol na Praia” de Silva & Ludmilla

#### Prémio da Crítica
- Lena D'Água

#### Prémio Carreira
- Xutos e Pontapés

## 3.ª Edição - 2021
A terceira edição dos Play - Prémios da Música Portuguesa decorreu no dia 8 de julho de 2021, no Coliseu dos Recreios, em Lisboa. A cerimónia foi transmitida em direto na RTP1. 

### Nomeados

#### Melhor Grupo
- Clã - Vencedor
- HMB
- Os Quatro e Meia
- Wet Bed Gang

Melhor Artista Masculino
- Carlão
- Dino D’Santiago - Vencedor
- Samuel Úria
- Sérgio Godinho

Melhor Artista Feminina
- Bárbara Tinoco
- Carolina Deslandes
- Capicua - Vencedora
- Mariza

#### Melhor Álbum Fado
- “Do Coração” – Sara Correia - Vencedor
- “Mariza Canta Amália” – Mariza
- “Amália por Cuca Roseta” – Cuca Roseta
- “Buba Espinho” – Buba Espinho

#### Melhor Álbum Música Clássica/Erudita
- “Duarte Lobo: Masses, Responsories & Motets” – Cupertinos - Vencedor
- “Il Mondo della Luna de Pedro António Avondano” – Músicos do Tejo
- “Luís de Freitas Branco / Sonatas” – Vasco Dantas, Isabel Vaz, Tomás Costa
- “Joly Braga Santos – Complete Chamber Music III” – Olga Prats, Leonor Braga Santos, Irene Lima, Luís Pacheco Cunha, António Saiote e outros.

#### Melhor Álbum Jazz
- “Dianho” – André Fernandes - Vencedor
- “Dice of Tenors” – César Cardoso
- “Portrait” – João Barradas
- “Evidentualmente” – NoA

#### Vodafone Canção do Ano
- “Louco” – Piruka feat Bluay - Vencedor
- “Sei lá” – Bárbara Tinoco
- “Kriolu” – Dino D’Santiago feat. Julinho KSD
- “Assobia Para O Lado” – Carlão
- “A Noite” – Stereossauro X Marisa Liz X Carlão
- “Tribunal” – ProfJam, benji price

#### Melhor Álbum
- "Mais Antigo” – Bispo
- “Kriola” – Dino D’Santiago - Vencedor
- “Véspera” – Clã
- “Madrepérola” – Capicua

#### Artista Revelação
- Chico da Tina
- Cláudia Pascoal - Vencedor
- Pedro Mafama
- SYRO

#### Melhor Videoclipe
- “A Noite” – Stereossauro, Marisa Liz, Carlão (Realizado por Bruno Ferreira)
- “Assobia Para O Lado” – Carlão (Realizado por Fernando Mamede) - Vencedor
- “Kriolu” – Dino D'Santiago feat. Julinho KSD (Realizado por João Pedro Moreira)
- “+351 (Call Me)” – Nenny (Realizado por Tiago Plácido)

#### Prémio Lusofonia
- “Te gusta” – MC Kevinho
- “É Tudo pra ontem” – Emicida part. Gilberto Gil - Vencedor
- “Nzambi” – Esperança (Paulo Flores & Prodígio)
- “Inesquecível” – Giulia Be, Luan Santana

#### Prémio da Crítica
- “KRIOLA” – Dino D'Santiago

## 4.ª Edição - 2022
A quarta edição dos Play - Prémios da Música Portuguesa decorreu no dia 5 de maio de 2022, no Coliseu dos Recreios, em Lisboa. A cerimónia foi transmitida em direto na RTP1 e RTP PLAY.

### Nomeados

#### Melhor Grupo
- Moonspell
- Os Quatro e Meia
- The Black Mamba – Vencedor
- Wet Bed Gang

#### Melhor Artista Masculino
- António Zambujo
- Camané
- Dino D’Santiago – Vencedor
- Tony Carreira

#### Melhor Artista Feminina
- Ana Moura – Vencedora
- Bárbara Tinoco
- Gisela João
- Nenny

#### Melhor Álbum Fado
- “Agora” – Teresinha Landeiro
- “Aurora” – Gisela João
- “Eu Sou” – Fábia Rebordão
- “Horas Vazias” – Camané – Vencedor

#### Melhor Álbum Música Clássica/Erudita
- “Cifras de Viola” – Tiago Matias
- “Debut” – João Barradas
- “João Madureira | Estudos Literários - Retratos” – Ana Telles
- “Portuguese Music for Piano Duo” – Luís Duarte e Lígia Madeira  – Vencedor

#### Melhor Álbum Jazz
- “A Tribo” – Coreto
- “Garfo” – Garfo
- “Lumina” – Pedro Melo Alves' Omniae Large Ensemble
- “Unlimited Dreams” – João Lencastre's Communion - Vencedor

#### Vodafone Canção do Ano
- “Andorinhas” – Ana Moura
- “Borboletas” – Gama
- “Lote B” – António Zambujo
- “Love Is On My Side” – The Black Mamba
- “Onde Vais” – Bárbara Bandeira feat Carminho - Vencedoras
- “Tequila” – Nenny

#### Melhor Álbum
- “70 Voltas ao Sol” – Jorge Palma - Vencedor
- “Aurora” – Gisela João
- “Babiu” – Dino d`Santiago
- “Recomeçar” – Tony Carreira

#### Artista Revelação
- EU.CLIDES - Vencedor
- Ivandro
- Luís Trigacheiro
- Rita Vian

#### Melhor Videoclipe
- “Ainda Sinto” – Diana Lima, T-Rex (Realizado por Tiago Plácido)
- “Andorinhas” – Ana Moura (Realizado por André Caniços) - Vencedora
- “Blues da Quinta” – 5ª Punkada (Realizado por Casota Collective)
- “Nós Pimba” – Chico da Tina (Realizado por Irish Favério)

#### Prémio Lusofonia
- “Hino à Gratidão” – Mario Lúcio
- “Jeito Alegre de Chorar” – Paulo Flores –  Vencedor
- “Modo Turbo” – Luísa Sonza, Anitta e Pabllo Vittar
- “Nossas Coisas” – C4 Pedro

#### Prémio da Crítica
- Dino D'Santiago

#### Prémio Carreira
- Simone de Oliveira

## 5.ª Edição - 2023
A quinta edição dos Play - Prémios da Música Portuguesa aconteceu no dia 27 de abril de 2023, no Coliseu dos Recreios, em Lisboa. A cerimónia foi transmitida em direto na RTP1 e RTP PLAY.

### Nomeados

#### Melhor Grupo
- Calema - Vencedores
- Capitão Fausto
- Linda Martini
- Wet Bed Gang

#### Melhor Artista Masculino
- Carlão
- Ivandro - Vencedor
- Mário Laginha
- T-Rex

#### Melhor Artista Feminina
- Aldina Duarte
- Ana Moura - Vencedora
- Maro
- Nena

#### Melhor Álbum Fado
- “Perfil” – Dulce Pontes
- “Simples” – Carlos Leitão
- “Tudo Recomeça” – Aldina Duarte - Vencedora
- “Viragem” – Beatriz Villar

#### Melhor Álbum Música Clássica/Erudita
- “Lamentationes Hebdomadæ Sanctæ - Joseph-Hector Fiocco” – Ensemble Bonne Corde - Vencedores
- “Magnificat Marian Antiphons & Missa Salve Regina” – Cupertinos
- “Orquestra Metropolitana de Lisboa - J.S. Bach Keyboard Concertos” – João Barradas / Pedro Neves
- “Play Off” – Vasco Mendonça e Drumming GP

#### Melhor Álbum Jazz
- “Ascetica” – Hugo Carvalhais
- “Chasing Contradictions” – Ricardo Toscano Trio - Vencedores
- “Jangada” – Mário Laginha
- “Prötzeler” – Grupo Apophenia

#### Vodafone Canção do Ano
- “Agarra em Mim” – Ana Moura feat. Pedro Mafama
- “A Maior Traição” – Carlão
- “Lua” – Ivandro - Vencedor
- “Quero é Viver” – Sara Correia
- “Saudade, Saudade” – Maro
- “Sorriso” – Diogo Piçarra

#### Melhor Álbum
- “A Estranha Beleza da Vida” – Rodrigo Leão
- “A Minha História” – Sara Carreira
- “Casa Guilhermina” – Ana Moura - Vencedora
- “Club Makumba” – Club Makumba

#### Artista Revelação
- A Garota Não
- Club Makumba
- Milhanas
- Nena - Vencedora

#### Melhor Videoclipe
- “Barquinha” – Expresso Transatlântico com Conan Osíris
- “Caro” – X-Tense com Slow J - Vencedores
- “Islet” – Surma
- “Private Eyes” – Ditch Days

#### Prémio Lusofonia
- “Bom Bom” – Batida com Mayra Andrade
- “Como Antes” – Matias Damásio
- “Dançarina” – Pedro Sampaio e MC Pedrinho - Vencedores
- “No Chão Novinha” – Anitta e Pedro Sampaio

#### Prémio da Crítica
- Ana Moura

#### Prémio Carreira
- Sérgio Godinho

## 6.ª Edição - 2024
A sexta edição dos Play - Prémios da Música Portuguesa aconteceu no dia 16 de maio de 2024, no Coliseu dos Recreios, em Lisboa. A cerimónia foi transmitida em direto na RTP1 e RTP PLAY .

### Nomeados

#### Melhor Grupo
- Calema - - Vencedores
- D.A.M.A
- Os Quatro e Meia
- Wet Bed Gang

#### Melhor Artista Masculino
- Slow J - Vencedor
- Ivandro
- Pedro Mafama
- T-Rex

#### Melhor Artista Feminina
- A Garota Não
- Ana Moura
- Bárbara Bandeira - Vencedora
- Carminho

#### Melhor Álbum Fado
- “Bela Ensemble" - Bela Ensemble com Ana Margarida Prado
- “Mãe” – Cristina Branco
- “O Abraço da Guitarra” – António Chainho
- “Terra que Vale o Céu” – Ricardo Ribeiro - Vencedor

#### Melhor Álbum Música Clássica/Erudita
- “Celebrando Nella Maísa, Helena Sá e Costa e Olga Prats” – Trio de Damas
- “Folia Nova” – Sete Lágrimas
- “Lamentos” – António Pinho Vargas - Vencedor
- “Windsor Project” – Ricardo Pires

#### Melhor Álbum Jazz
- “Chromossome” – Mário Costa - Vencedor
- “Hexagon” – Axes
- “Playing with Beethoven” – Carlos Bica
- “The River” – João Paulo Esteves da Silva Trio

#### Vodafone Canção do Ano
- “Chakras” – Ivandro feat. Julinho KSD
- “Chamada não atendida” – Bárbara Tinoco
- “Como tu” – Bárbara Bandeira feat. Ivandro
- “Maria Joana” – Nuno Ribeiro, Calema e Mariza - Vencedores
- “Preço Certo” – Pedro Mafama
- “Where u @” – Slow J

#### Melhor Álbum
- Afro Fado – Slow J
- Dor d'Água – T-Rex - Vencedor
- Portuguesa – Carminho
- Vida – Jorge Palma

#### Artista Revelação
- Ana Lua Caiano
- Expresso Transatlântico
- Jüra
- Leo2745 - Vencedor

#### Prémio Música Ligeira e Popular
- “Meu coração de Cowboy Apaixonado" - Zé Amaro
- “Recomeçar" - Sons do Minho - Vencedores
- “Sapato Apertado" - Bandalusa
- “Vamos ò Baile” – José Malhoa

#### Melhor Videoclipe
- “Escure Noite" - Peculiar
- “Estrada" - Pedro Mafama - Vencedor
- “Fim do Nada" - Mizzy Miles feat. T-Rex e Zara G.
- “Ressaca Bailada” – Expresso Transatlântico

#### Prémio Lusofonia
- “Chico" - Luísa Sonza
- “Conexões de Máfia” – Matuê feat. Rich the Kid
- “perfeita” – Giulia Be
- “Tá OK” – Dennis, MC Kevin o Chris - Vencedores

#### Prémio da Crítica
- Afro Fado - Slow J

#### Prémio Carreira
- António Victorino d'Almeida

## 7.ª Edição - 2025
A sexta edição dos Play - Prémios da Música Portuguesa aconteceu no dia 3 de abril de 2025, no Coliseu dos Recreios, em Lisboa. A cerimónia foi transmitida em direto na RTP1 e RTP PLAY.

### Nomeados

#### Melhor Grupo
- Calema
- D.A.M.A
- Capitão Fausto
- Os Quatro e Meia

#### Melhor Artista Masculino
- Slow J
- Dillaz
- Nininho Vaz Maia
- Plutonio

#### Melhor Artista Feminina
- Bárbara Bandeira
- Ana Moura
- Maro
- Sara Correia

#### Vodafone Canção do Ano
- “Garota" – Maninho com Marisa Liz
- “Alô" – Dillaz com Plutonio
- “Bênção" –  Mizzy Miles com Van Zee e Bispo
- “Carro" – Bárbara Bandeira com Dillaz
- “Desliza" – Ana Moura
- “Tata – Slow J

#### Melhor Álbum
- O Próprio – Dillaz
- Carta de Alforria – Plutonio
- Liberdade – Sara Correia
- Subida Infinita – Capitão Fausto

#### Prémio da Crítica
- Vou Ficar Neste Quadrado – Ana Lua Caiano
- Carta de Alforria – Plutonio
- Subida Infinita – Capitão Fausto
- Suspiro... – Maria Reis

#### Artista Revelação
- Bluay
- Bandidos do Cante
- Buba Espinho
- Iolanda

#### Melhor Álbum Fado
- Ao Vivo no CCB - Homenagem a José Mário Branco - Camané
- Canta Carlos do Carmo – Marco Rodrigues
- Fado Camões - Lina
- Sem Palavras - Marta Pereira da Costa

#### Melhor Álbum Música Clássica/Erudita
- Talkin(g) (a)Bout My Generation – Pedro Lima
- Anima - Luís Figueiredo
- Bach - Sete Lágrimas
- J. S. Bachː Goldberg – Pedro Burmester

#### Melhor Álbum Jazz
- Not Far From Paradise – Eduardo Cardinho
- 11ː11 – Carlos Bica
- Algodão – Maria João & André Mehmari
- Farolː Música de Carlos Azevedo – Orquestra Jazz de Matosinhos & Chris Cheek

#### Melhor Canção Ligeira e Popular
- “Vou Beijar na Boca – Toy
- “Alô" – Rui Bandeira
- "É No Meio Delas" –  4 Mens
- “Reviravolta" –  Toka & Dança

#### Melhor Videoclipe
- "Laurinda" - Karetus, Vitorino e Iolanda (realizado por Aidan Kless)
- “Good Morning - Memória de Peixe (realizado por Miguel Nicolau)
- "Reverie" - J. Mistery (Realizado por André Tentúgal)
- “Towards The Sun" - Moullinex △ GPU Panic (realizado por Ruben do Valle)

#### Prémio Lusofonia
- “Cavalinho" – Pedro Sampaio e Gasparzinho
- “Crack Com Mussilon” – Matuê
- “Macetando” – Ivete Sangalo e Ludmilla
- "Sagrado Profano" – Luísa Sonza e Kayblack

#### Prémio Carreira
José Cid

## Vencedores e Nomeados
| Artista                                                                         | Prémios | Nomeações |
| ------------------------------------------------------------------------------- | ------- | --------- |
| Dino D'Santiago                                                                 | 8       | 11        |
| Ana Moura                                                                       | 5       | 10        |
| Camané                                                                          | 4       | 6         |
| Slow J                                                                          | 3       | 10        |
| Calema                                                                          | 3       | 6         |
| Bárbara Bandeira                                                                | 3       | 5         |
| Capitão Fausto                                                                  | 2       | 7         |
| Ivandro                                                                         | 2       | 6         |
| Carminho                                                                        | 2       | 4         |
| Mário Laginha                                                                   | 2       | 4         |
| Lena D'Água                                                                     | 2       | 3         |
| Pedro Sampaio                                                                   | 2       | 3         |
| Bluay                                                                           | 2       | 2         |
| Kendrick Lamar                                                                  | 2       | 2         |
| Carlão                                                                          | 1       | 7         |
| Sara Correia                                                                    | 1       | 6         |
| ProfJam                                                                         | 1       | 5         |
| Aldina Duarte                                                                   | 1       | 4         |
| Bárbara Tinoco                                                                  | 1       | 4         |
| Dillaz                                                                          | 1       | 4         |
| Mariza                                                                          | 1       | 4         |
| Drumming GP                                                                     | 1       | 3         |
| Marisa Liz                                                                      | 1       | 3         |
| Ana Lua Caiano                                                                  | 1       | 2         |
| Dead Combo                                                                      | 1       | 2         |
| Conan Osíris                                                                    | 1       | 2         |
| Iolanda                                                                         | 1       | 2         |
| Matias Damásio                                                                  | 1       | 2         |
| Capicua                                                                         | 1       | 2         |
| Clã                                                                             | 1       | 2         |
| Branko                                                                          | 1       | 1         |
| Carlos do Carmo                                                                 | 1       | _         |
| Cosima                                                                          | 1       | 1         |
| Eduardo Cadinho                                                                 | 1       | 1         |
| Ensemble Bonne Corde                                                            | 1       | 1         |
| João Mortágua                                                                   | 1       | 1         |
| Karetus                                                                         | 1       | 1         |
| Luís Tinoco                                                                     | 1       | 1         |
| Maninho                                                                         | 1       | 1         |
| MC Pedrinho                                                                     | 1       | 1         |
| Nena                                                                            | 1       | 1         |
| Pedro Abrunhosa                                                                 | 1       | 1         |
| Pedro Lima                                                                      | 1       | 1         |
| Raquel Tavares                                                                  | 1       | 1         |
| Ricardo Toscano Trio                                                            | 1       | 1         |
| Sango                                                                           | 1       | 1         |
| Carlos do Carmo                                                                 | 1       | _         |
| José Cid                                                                        | 1       | _         |
| Simone de Oliveira                                                              | 1       | _         |
| Sérgio Godinho                                                                  | 1       | _         |
| SZA                                                                             | 1       | 1         |
| Tainá                                                                           | 1       | 1         |
| Toy                                                                             | 1       | 1         |
| Valas                                                                           | 1       | 1         |
| Vitorino                                                                        | 1       | 1         |
| Xutos e Pontapés                                                                | 1       | _         |
| Wet Bed Gang                                                                    | 0       | 6         |
| António Zambujo                                                                 | 0       | 5         |
| Aldina Duarte                                                                   | 0       | 4         |
| Blaya                                                                           | 0       | 4         |
| Nenny                                                                           | 0       | 4         |
| Plutonio                                                                        | 0       | 4         |
| Os Quatro e Meia                                                                | 0       | 4         |
| Anitta                                                                          | 0       | 3         |
| Diogo Piçarra                                                                   | 0       | 3         |
| Ludmilla                                                                        | 0       | 3         |
| Maro                                                                            | 0       | 3         |
| Ariana Grande                                                                   | 0       | 2         |
| Bispo                                                                           | 0       | 2         |
| Buba Espinho                                                                    | 0       | 2         |
| Cupertions & Luís Toscano                                                       | 0       | 2         |
| D.A.M.A                                                                         | 0       | 2         |
| Drake                                                                           | 0       | 2         |
| Giulia Be                                                                       | 0       | 2         |
| Julinho KSD                                                                     | 0       | 2         |
| Luísa Sonza                                                                     | 0       | 2         |
| Mizzy MIles                                                                     | 0       | 2         |
| Stereossauro                                                                    | 0       | 2         |
| The Gift                                                                        | 0       | 2         |
| Pabllo Vittar                                                                   | 0       | 1         |
| 4 Mens                                                                          | 0       | 1         |
| Ana Bacalhau                                                                    | 0       | 1         |
| André Fernandes                                                                 | 0       | 1         |
| André Sousa Machado                                                             | 0       | 1         |
| benji price                                                                     | 0       | 1         |
| Bandidos do Cante                                                               | 0       | 1         |
| Boss Ac                                                                         | 0       | 1         |
| Cardi B                                                                         | 0       | 1         |
| Carolina Deslandes                                                              | 0       | 1         |
| César Cardoso                                                                   | 0       | 1         |
| Chico da Tina                                                                   | 0       | 1         |
| Cláudia Pascoal                                                                 | 0       | 1         |
| Cristina Branco                                                                 | 0       | 1         |
| Cuca Roseta                                                                     | 0       | 1         |
| C4 Pedro                                                                        | 0       | 1         |
| Daniel Bernardes                                                                | 0       | 1         |
| Diabo na Cruz                                                                   | 0       | 1         |
| Emicida                                                                         | 0       | 1         |
| Esperança                                                                       | 0       | 1         |
| Expensive Soul                                                                  | 0       | 1         |
| Fernando Daniel                                                                 | 0       | 1         |
| Filipe Raposo                                                                   | 0       | 1         |
| Gasparzinho                                                                     | 0       | 1         |
| Gilberto Gil                                                                    | 0       | 1         |
| HMB                                                                             | 0       | 1         |
| Hugo Vasco Reis                                                                 | 0       | 1         |
| Isabel Vaz                                                                      | 0       | 1         |
| Ivete Sangalo                                                                   | 0       | 1         |
| J. Mistery                                                                      | 0       | 1         |
| João Barradas                                                                   | 0       | 1         |
| Katia Guerreiro                                                                 | 0       | 1         |
| Kayblack                                                                        | 0       | 1         |
| Kevinho                                                                         | 0       | 1         |
| Luís Figueiredo                                                                 | 0       | 1         |
| Lina                                                                            | 0       | 1         |
| Linda Martini                                                                   | 0       | 1         |
| Luan Santana                                                                    | 0       | 1         |
| Mão Morta                                                                       | 0       | 1         |
| Marco Rodrigues                                                                 | 0       | 1         |
| Maria João & André Mehmari                                                      | 0       | 1         |
| Maria Reis                                                                      | 0       | 1         |
| Marta Pereira da Costa                                                          | 0       | 1         |
| Matuê                                                                           | 0       | 1         |
| Memória de Peixe                                                                | 0       | 1         |
| Moullinex GPU Panic                                                             | 0       | 1         |
| MC Kevinho                                                                      | 0       | 1         |
| Músicos do Tejo                                                                 | 0       | 1         |
| Murta                                                                           | 0       | 1         |
| Nelson Freitas                                                                  | 0       | 1         |
| Nininho Vaz Maia                                                                | 0       | 1         |
| NoA                                                                             | 0       | 1         |
| Orquestra Jazz de Matosinhos & Chris Cheek                                      | 0       | 1         |
| Pappilon                                                                        | 0       | 1         |
| Pedro Burmester                                                                 | 0       | 1         |
| Pedro Mafama                                                                    | 0       | 1         |
| Pedro Moutinho                                                                  | 0       | 1         |
| Piruka                                                                          | 0       | 1         |
| Quarteto Lopes-Graça, Leonor Braga Santos, Irene Lima                           | 0       | 1         |
| Ricardo Ribeiro                                                                 | 0       | 1         |
| Rui Bandeira                                                                    | 0       | 1         |
| Samuel Úria                                                                     | 0       | 1         |
| Selma Uamusse                                                                   | 0       | 1         |
| Sérgio Godinho                                                                  | 0       | 1         |
| Sete Lágrimas                                                                   | 0       | 1         |
| Shawn Mendes                                                                    | 0       | 1         |
| Silva                                                                           | 0       | 1         |
| SYRO                                                                            | 0       | 1         |
| Tiago Nacarato                                                                  | 0       | 1         |
| Toka & Dança                                                                    | 0       | 1         |
| Tomás Costa                                                                     | 0       | 1         |
| Van Zee                                                                         | 0       | 1         |
| Vasco Dantas                                                                    | 0       | 1         |
| Olga Prats, Leonor Braga Santos, Irene Lima, Luís Pacheco Cunha, António Saiote | 0       | 1         |